# Willa Brunona Hermanna w Poznaniu
Willa Brunona Hermanna – willa-pałacyk z 1895, zlokalizowana w Poznaniu (Wilda) przy ul. 28 czerwca 1956 r. nr 188 (w pobliżu skrzyżowania z ul. Hetmańską).

## Historia
Willę postawił Brunon Hermann, jeden z pierwszych przemysłowców, którzy industrializowali Wildę w latach 90. XIX w. (zajmował się przemysłem drzewnym). Wraz z zakładami przeróbki drewna, willa stanowiła zespół architektury rezydencjonalno-fabrycznej.
Nieznany autor projektu willi korzystał ze wzorów architektury francuskiej XVII w. Ściany licowane są cegłami, a w ornamencie obficie wykorzystano gzymsy, pilastry i obramienia okienne. Nad całością góruje wieżyczka z ozdobnym hełmem.
Po Hermannie właścicielem obiektu był Bruno Toussaint. Przez wiele lat po II wojnie światowej w budynku funkcjonowało przedszkole pobliskich HCP. Obecnie willa stoi pusta, oczekując zmiany funkcji.

## Dojazd
Dojazd zapewniają tramwaje MPK Poznań linii 1, 2, 7, 9, 10, 18 (przystanek Traugutta lub HCP).